# Åke Öberg
Per Åke Öberg, född 1937 i Härnösand, är en svensk forskare. 
Öberg avlade 1964 civilingenjörsexamen i elektroteknik vid Chalmers. Han disputerade 1971 vid Uppsala universitet och är sedan 1972 professor i medicinsk teknik vid Linköpings universitet samt verksam vid Regionsjukhuset i Linköping. Han blev 1980 ledamot av Ingenjörsvetenskapsakademien, 1987 ledamot av Vetenskapsakademien och 1994 hedersledamot i Ungerska Ingenjörsvetenskapsakademien.